# Chariaspilates kurilaria
Chariaspilates kurilaria är en fjärilsart som beskrevs av Felix Bryk 1942. Chariaspilates kurilaria ingår i släktet Chariaspilates och familjen mätare. Inga underarter finns listade i Catalogue of Life.